# Eparchia św. Jerzego w Canton
Eparchia św. Jerzego w Canton – eparchia Rumuńskiego Kościoła Greckokatolickiego, obejmująca wszystkich wiernych tego obrządku w USA i Kanadzie. Ma siedzibę w Canton. Istnieje od 1987 (wcześniej, w latach 1982–1987, istniał egzarchat apostolski). Obecnym ordynariuszem jest John Michael Botean.

## Biskupi diecezjalni
- Vasile Louis Puscas (1982–1993)
- John Michael Botean, od 1996